# Condados catalães
A designação condados catalães é utilizada por determinada historiografia para denominar os condados que surgiram no nordeste da Península Ibérica procedentes da Marca Hispânica, após a conquista carolingia. Alguns destes evoluiriam com o tempo até dar lugar à actual Catalunha.

## Lista de condados catalães
Os condados catalães foram:
- Condado de Barcelona
- Condado de Berga
- Condado de Besalú
- Condado de Cerdanha
- Condado de Conflent
- Condado de Ampúrias
- Condado de Girona
- Condado de Manresa
- Condado de Osona
- Condado de Pallars
- Condado de Ribagorza
- Condado do Rossilhão
- Condado de Urgel